# Clusia croatii
Clusia croatii  es una especie de planta con flor en la familia de las clusiáceas. 

## Descripción
Son plantas epífitas arbustivas (o árboles que alcanzan los 8–12 m de altura, con látex de color crema a blanco. Las hojas son obovado-elípticas, de 6.5–11 cm de largo y 2–5.5 cm de ancho, el ápice puntiagudo, base aguda a atenuada, nervios laterales 4–6 por cm; con pecíolos (0.5) 1–1.5 cm de largo. Las inflorescencias más o menos globosas, de 1–2.5 cm de largo; con yemas 3–6 mm de largo; pétalos blancos a rosados; estambres cuando en yema 3–5 centrales, grandes, rodeados por 10 o más, pequeños, los centrales más o menos planos, a veces con 4 bolsas, a veces estériles, cuando están en flor el conjunto está cubierto de resina, y con aspecto de estigma; ovario rodeado por un anillo estaminodial resinoso, estigmas 10–13, casi sésiles. El fruto maduro es alargado-ovoide, de 1.5–3 cm de largo, verde a verde-rojizo.

## Distribución y hábitat
Localmente común pero poco colectada, se encuentra en los bosques húmedos a muy húmedos, en las nebliselvas de las zonas atlántica y norcentral; en alturas de 600–1200 metros; florece en enero, febrero, y fructifica en junio; desde Nicaragua a Panamá y noroeste de Sudamérica. De las 5 colecciones estudiadas, 3 se registran como árbol, hábito casi desconocido en Costa Rica, donde esta especie es muy abundante.

## Taxonomía
Por muchos años el material dioico fue identificado como Clusia minor, una especie más bien hermafrodita. Clusia odorata Seem. y Clusia liesneri Maguire, son nombres más antiguos para las especies dioicas y para el complejo de Clusia minor, sin embargo son distintas y endémicas a Panamá. Clusia croatii es la especie con distribución más amplia del complejo, a pesar de que fue descrita específicamente por las flores con sépalos fusionados y puntiagudos cuando en yema, una característica no conocida fuera de Panamá.
Clusia croatii fue descrita por William Gerald D'Arcy y publicado en Annals of the Missouri Botanical Garden 67(4): 979. 1980[1981].
Etimología
Clusia: nombre genérico otorgado en honor del botánico Carolus Clusius.
croatii: epíteto otorgado en honor del botánico Thomas Bernard Croat.
Sinonimia
- Clusia oedematopoidea Maguire[3]